# Canon de 25 mm antiaérien Hotchkiss
Ne doit pas être confondu avec Canon léger de 25 antichar SA-L modèle 1934.
Le canon de 25 mm Hotchkiss, ou mitrailleuse de 25 mm Hotchkiss désigne un canon automatique construit par Hotchkiss dans les années 1930. 

## Historique
Ses différentes variantes ont peu de succès dans l'Armée et la Marine françaises.
Le royaume de Roumanie commande 300 pièces, 72 seront livrés avant la bataille de France de mai/juin 1940.
L'empire du Japon obtient une licence de production en 1935, qu'il mettra à profit pour créer son propre canon, le canon de 25 mm Type 96.
La Seconde République espagnole en commande en 1935 pour sa marine de guerre. Cinq sont installés sur trois destroyers au déclenchement de la guerre d'Espagne.

## Utilisation
L'armée française adopte une version en 1938 comme canon de 25 contre-avion modèle 1938 (CA modèle 38) et une autre en 1939 comme canon de 25 contre-avions modèle 1939 (CA modèle 39).